# Pedionis venosa
Pedionis venosa är en insektsart som beskrevs av Hamilton 1980. Pedionis venosa ingår i släktet Pedionis och familjen dvärgstritar. Inga underarter finns listade i Catalogue of Life.